# 永州府
永州府，中国明清时设置的府。

永州府在湖南省的位置（1820年）

明朝洪武元年（1368年），改永州路置，治所在零陵县（今湖南省永州市）。属湖广承宣布政使司。辖境相当今湖南省祁东、新田两县以西湘江（包括潇水）流域。
清朝属湖南省。置衡永郴道，驻衡州府，领衡州府（衡阳县、清泉县、衡山县、耒阳县、常宁县、安仁县、酃县、桂阳州、临武县、蓝山县、嘉禾县）、永州府（零陵县、祁阳县、东安县、道州、宁远县、永明县、江华县、新田县）、郴州（永兴县、宜章县、兴宁县、桂东县），雍正十年（1732年）增领桂阳州，更名衡永郴桂道。1913年废。

## 明代知府
- 劉泰，洪武三年任
- 虞誠，鄞县人，十二年任
- 余彦诚，鄱阳人，二十九年任
- 何道旻，泰宁人
- 李應庚，中都人
- 劉本，沔阳人
- 戴浩，鄞县人
- 楊輿，晋江人
- 费彬，青州人
- 钱昕，常熟人
- 蕭清，惠州人
- 侯昌，鱼台人
- 袁衷
- 杨崇，丰城人
- 张瑄
- 左燁，泾县人
- 謝芳，上元人，成化十六年任
- 洪冕，成都人
- 周茂，卢龙人
- 劉璧，济南人
- 姚昺，南京锦衣卫人，弘治二年任
- 王爵，安福人，十一年任
- 葉永秀，东莞人，正德二年任
- 汝泰，苏州人，三年任
- 陈旦，庐陵人，四年任
- 曹来旬，鄭州人，六年任
- 萬英，顺义人，九年任
- 何詔，山阴人，十一年任
- 吴永祯，南海人，十五年任
- 黄焯，南平人，嘉靖三年任
- 汪漢，淮宁人，十年任
- 王浙，商城人，十二年任
- 熊汲，南昌人，十六年任
- 趙儒，華陰人，十八年任
- 唐珤，武进人，二十年任
- 彭時濟，庐陵人，二十三年任
- 范之箴，秀水人，二十五年任
- 陈天然，琼山人，二十九年任
- 钱芹，海盐人，三十一年任
- 劉養壯，内江人，三十六年任
- 劉格，安福人，三十七年任
- 黄翰，丰城人，四十一年任
- 史朝富，晋江人，四十五年任
- 王俸，浙江秀水人，壬戌进士，由兵部郎中隆慶六年任
- 丁懋儒，山东郓城人，己丑进士，由给事中萬曆二年任
- 華啓直，无锡人，壬戌进士，由南京兵部郎中五年任
- 陳九仞，漳浦人，戊辰进士，由户部郎中九年任
- 杨以忠，武进人，甲戌进士，由户部郎中十二年任
- 湯日昭，丹阳人，庚辰进士，由户部郎中十四年任
- 葉萬景，鄞县人，进士，由刑部郎中十七年任
- 徐堯莘，潜山人，丙戌进士，由户部郎中二十一年任
- 路雲龍，宜兴人，庚辰进士，由户部郎中二十三年任
- 韓子廉，涇陽人，二十八年任
- 游廷栢，福清人，三十年任
- 李淳，内江人，三十二年任
- 胡旦，餘姚人，三十五年任
- 王一之，肅寧人，三十七年任
- 黄彬，南城人，三十八年任
- 王景，華陽人，四十年任
- 宋祖騰，莆田人，四十四年任
- 林士標，福清人，四十五年任
- 蕭象烈，庐陵人，天啓三年任
- 段朴，金坛人，七年任
- 晋承眷，洪洞舉人，崇祯三年任
- 金维基，吴县舉人，四年任
- 官成，上元举人，六年任
- 石应昆，昆山举人，七年任
- 晏日曙，新喻举人，九年任
- 张恂，东莞举人，十六年任，由本府同知升
- 孙顺，贵州安化人，进士，十七年任
- 周洪德，兴隆卫举人

## 延伸阅读
[在维基数据编辑]
 《欽定古今圖書集成·方輿彙編·職方典·永州府部》，出自陈梦雷《古今圖書集成》